# John Benton Sterigere
John Benton Sterigere (* 31. Juli 1793 in Upper Dublin, Montgomery County, Pennsylvania; † 13. Oktober 1852 in Norristown, Pennsylvania) war ein US-amerikanischer Politiker. Zwischen 1827 und 1831 vertrat er den Bundesstaat Pennsylvania im US-Repräsentantenhaus.

## Werdegang
John Sterigere besuchte die öffentlichen Schulen seiner Heimat und arbeitete gleichzeitig auf einer Farm. Im Jahr 1818 wurde er in seiner Heimat Friedensrichter. Zwischen 1821 und 1824 war er Abgeordneter im Repräsentantenhaus von Pennsylvania. Nach einem Jurastudium und seiner 1829 erfolgten Zulassung als Rechtsanwalt begann er in Norristown in diesem Beruf zu arbeiten. Diese Tätigkeit übte er parallel zu seinem Mandat als Kongressabgeordneter aus. In den 1820er Jahren schloss er sich der Bewegung um den späteren Präsidenten Andrew Jackson an und wurde Mitglied der von diesem 1828 gegründeten Demokratischen Partei.
Bei den Kongresswahlen des Jahres 1826 wurde Sterigere im fünften Wahlbezirk von Pennsylvania in das US-Repräsentantenhaus in Washington, D.C. gewählt, wo er am 4. März 1827 die Nachfolge von Philip Swenk Markley antrat. Nach einer Wiederwahl konnte er bis zum 3. März 1831 zwei Legislaturperioden im Kongress absolvieren. Seit 1829 war er Vorsitzender des Committee on Private Land Claims. Seit dem Amtsantritt  von Präsident Jackson im Jahr 1829 wurde innerhalb und außerhalb des Kongresses heftig über dessen Politik diskutiert. Dabei ging es um die umstrittene Durchsetzung des Indian Removal Act, den Konflikt mit dem Staat South Carolina, der in der Nullifikationskrise gipfelte, und die Bankenpolitik des Präsidenten.
1838 nahm Sterigere als Delegierter an einem Verfassungskonvent seines Heimatstaates teil. Im Jahr 1839 sowie nochmals von 1843 bis 1846 gehörte er dem Staatssenat an; im Juni 1852 war er Delegierter zur Democratic National Convention in Baltimore, auf der Franklin Pierce als Präsidentschaftskandidat nominiert wurde. John Sterigere gab zwischenzeitlich in seiner Heimat auch die Zeitung Register heraus und war Mitglied einer Kommission zur Verbesserung der Infrastruktur der Stadt Norristown. Dort ist er am 13. Oktober 1852 auch verstorben.